# Ciclismo ai Giochi della XXX Olimpiade - Cronometro femminile
La Cronometro femminile dei Giochi della XXX Olimpiade fu corsa il 1º agosto a Londra, nel Regno Unito, per un percorso totale di 29 km. Fu vinta dalla statunitense Kristin Armstrong, che terminò la gara in 37'34". L'argento andò alla tedesca Judith Arndt, mentre il bronzo alla russa Ol'ga Zabelinskaja, che bissò la medaglia della prova in linea.

## Risultati
| Pos. | Corridore            | Squadra       | Tempo   |
| ---- | -------------------- | ------------- | ------- |
| 1    | Kristin Armstrong    | Stati Uniti   | 37′34″  |
| 2    | Judith Arndt         | Germania      | a 15"   |
| 3    | Ol'ga Zabelinskaja   | Russia        | a 22"   |
| 4    | Linda Villumsen      | Nuova Zelanda | a 24"   |
| 5    | Clara Hughes         | Canada        | a 54"   |
| 6    | Emma Pooley          | Gran Bretagna | a 1′02″ |
| 7    | Amber Neben          | Stati Uniti   | a 1′10" |
| 8    | Ellen van Dijk       | Paesi Bassi   | a 1′18" |
| 9    | Trixi Worrack        | Germania      | a 1′45″ |
| 10   | Elizabeth Armitstead | Gran Bretagna | a 1′51″ |
| 11   | Pia Sundstedt        | Finlandia     | a 2'26″ |
| 12   | Tat'jana Antošina    | Russia        | a 2′37" |
| 13   | Shara Gillow         | Australia     | a 2′50" |
| 14   | Emma Johansson       | Svezia        | a 3′03" |
| 15   | Audrey Cordon-Ragot  | Francia       | a 3′05" |
| 16   | Marianne Vos         | Paesi Bassi   | a 3′05" |
| 17   | Emilia Fahlin        | Svezia        | a 3′41″ |
| 18   | Clemilda Fernandes   | Brasile       | a 3′50″ |
| 19   | Denise Ramsden       | Canada        | a 4′09″ |
| 20   | Elena Čalych         | Azerbaigian   | a 4′12" |
| 21   | Tatiana Guderzo      | Italia        | a 4′14" |
| 22   | Noemi Cantele        | Italia        | a 4′16" |
| 23   | Liesbet De Vocht     | Belgio        | a 4′33" |
| 24   | Ashleigh Moolman     | Sudafrica     | a 4′48" |